# Junonia gardineri
Junonia gardineri är en fjärilsart som beskrevs av Hans Fruhstorfer 1902. Junonia gardineri ingår i släktet Junonia och familjen praktfjärilar. Inga underarter finns listade i Catalogue of Life.